# Natal'ja Achrimenko
Natal'ja Nikolaevna Achrimenko (nata Petrova; in russo Наталья Николаевна Ахрименко-Петрова?; Novokujbyševsk, 12 maggio 1955 – 10 marzo 2025) è stata una pesista sovietica.

## Palmarès
| Anno | Manifestazione  | Sede         | Evento         | Risultato | Misura  | Note |
| ---- | --------------- | ------------ | -------------- | --------- | ------- | ---- |
| 1980 | Olimpiadi       | Mosca        | Getto del peso | 7ª        | 19,74 m |      |
| 1983 | Universiadi     | Edmonton     | Getto del peso | Bronzo    | 18,67 m |      |
| 1986 | Europei         | Stoccarda    | Getto del peso | Bronzo    | 20,68 m |      |
| 1987 | Europei indoor  | Liévin       | Getto del peso | Oro       | 20,84 m |      |
| 1987 | Mondiali indoor | Indianapolis | Getto del peso | 5ª        | 19,32 m |      |
| 1987 | Mondiali        | Roma         | Getto del peso | 5ª        | 20,68 m |      |
| 1988 | Olimpiadi       | Seul         | Getto del peso | 7ª        | 20,13 m |      |